# Chamaedorea elegans
Chamaedorea elegans die Mexikanische Bergpalme oder Stubenpalme, ist eine kleine Palmenart aus den Regenwäldern von Mittelamerika. Sie ist eine beliebte Zimmerpflanze.

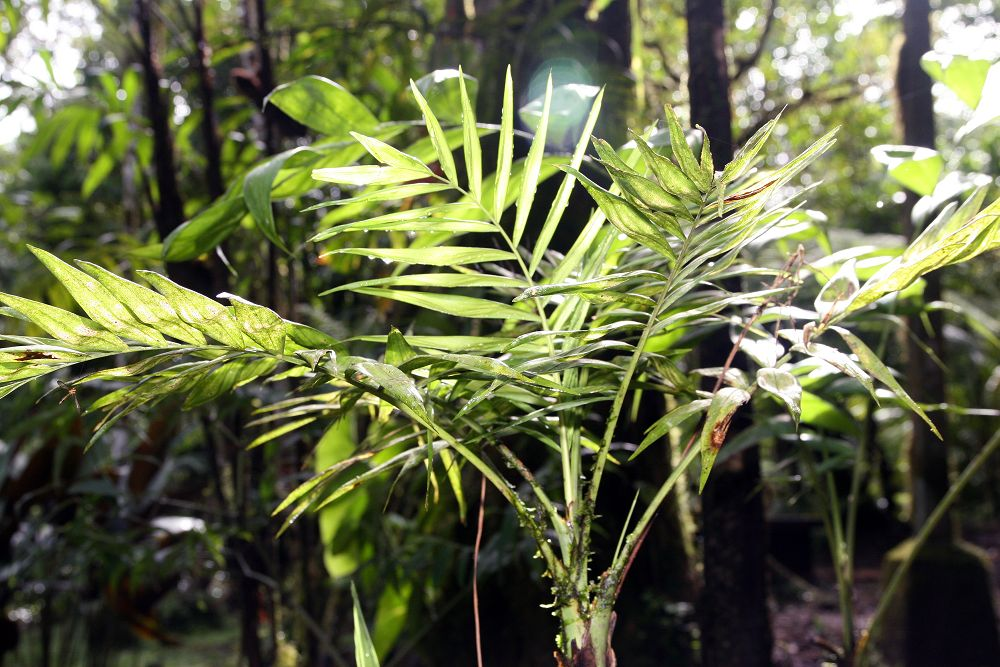
Chamaedorea elegans

## Beschreibung
Chamaedorea elegans bildet einen aufrechten, schlanken Stamm mit mehreren Trieben und wird bis über 2 Meter hoch. Sie blüht aber schon ab 30 Zentimeter Höhe. Die Länge der Wedel kann bis zu 60 Zentimeter betragen. Sie besitzt bis zu 8 federförmige (pinnate) gefiederte Laubblätter und gehört damit zu den Fiederpalmen.
Bereits nach 2 oder 3 Jahren erscheinen die unscheinbaren Blüten. Die Palmen sind getrenntgeschlechtlich zweihäusig diözisch, das heißt, jede Pflanze trägt entweder nur männliche oder nur weibliche Blüten. Die Blüten der männlichen Pflanzen duften schwach. Die kleinen, sitzenden Blüten besitzen eine doppelte Blütenhülle. Die weiblichen Blüten sind gelb und die männlichen grünlich-gelb. Die männlichen Blüten besitzen kurze Staubblätter und einen Pistillode (steriler Stempel).
Die weiblichen Blüten reifen an orangen Fruchtständen zu bis 7 Millimeter kleinen, rundlichen, schwarzen Früchten heran.

## Verbreitung und Standorte
Ursprünglich stammt die Mexikanische Bergpalme aus Zentralamerika und ist dort in den Bergregionen von Mexiko, Honduras, Belize und Guatemala anzutreffen. Sie wächst meist als Unterwuchs.
Die Bergpalme steht gerne hell bis halbschattig und mag keine direkte Sonneneinstrahlung. Ideal sind eher kühle Sommertemperaturen um 20 °Celsius.

## Taxonomie
Die Mexikanische Bergpalme wurde 1830 von Carl Friedrich Philipp von Martius in Linnaea; Ein Journal für die Botanik in ihrem ganzen Umfange Band 5 Seite 204 als Chamaedorea elegans erstbeschrieben.

## Inhaltsstoffe
In Chamaedorea elegans wurde Sapogenin nachgewiesen.